# Beker van Vlaanderen (krachtbal)
De Beker van Vlaanderen in het krachtbal is een toernooi tussen alle Vlaamse krachtbalploegen die zich hiervoor inschrijven. Bij iedere reeks is er een voorronde, achtste finales, kwartfinales, halve finales en een finale. Door trekking spelen telkens 2 ploegen één wedstrijd tegen elkaar, waarbij de winnaar naar de volgende ronde gaat. Voor dames- en herenteams zijn de reeksen anders verdeeld dan de reeksen die in de gewone competitie voorkomen.

## Geschiedenis
Het toernooi werd in het seizoen 1966-67 voor het eerst georganiseerd als Beker van België. Voor de jeugd en de dames werd de Trofee van Vlaanderen georganiseerd. Vanaf 1990 streden de dames ook voor de Beker van België. Nadien werd de competities hernoemd naar Beker van Vlaanderen.
Sinds het seizoen 2022-2023 is de bekercompetitie voor de lagere reeksen geschrapt en is er één competitie met alle afdelingen gecombineerd.

## Belangrijke inschrijvingsregels
- Spelers mogen steeds één reeks hoger spelen, andersom niet. Vanaf een dame of heer eenmaal in de competitie in een hogere reeks heeft gespeeld, mag die niet meer meedoen in een lager team in de bekercompetitie.
- In het geval dat een club twee ploegen in dezelfde bekerreeks inschrijft, moeten per ploeg de namen van de spelers doorgegeven worden aan de federatie. Deze spelers zijn dan in de bekercompetitie ook aan die ploeg gebonden.

## Gastclubs
De finales worden elk jaar gespeeld op een andere locatie, georganiseerd door een gastclub. 
| Seizoen   | Gastclub                                                      |
| --------- | ------------------------------------------------------------- |
| 2023-2024 | KBC Male                                                      |
| 2022-2023 | KRB Jabbeke                                                   |
| 2021-2022 | Sporting Brugge                                               |
| 2020-2021 | geen bekercompetitie wegens COVID-19-pandemie                 |
| 2019-2020 | competities gestopt op 30 maart 2020 wegens COVID-19-pandemie |
| 2018-2019 | KRB Jabbeke                                                   |
| 2017-2018 | 't Klaverken Buggenhout                                       |
| 2016-2017 | KBK Temse                                                     |

## Laureaten
| Seizoen   | Hogere dames                                                  | Hogere heren                                                  | Lagere dames                                                  | Lagere heren                                                  |
| --------- | ------------------------------------------------------------- | ------------------------------------------------------------- | ------------------------------------------------------------- | ------------------------------------------------------------- |
| 2024-2025 | KBC Male                                                      | KBC Sint-Michiels                                             | niet georganiseerd                                            | niet georganiseerd                                            |
| 2023-2024 | KBC Sint-Michiels                                             | KBC Male                                                      | niet georganiseerd                                            | niet georganiseerd                                            |
| 2022-2023 | 't Botterken Baasrode                                         | KBC Male                                                      | niet georganiseerd                                            | niet georganiseerd                                            |
| 2021-2022 | KBC Sint-Michiels                                             | KRB Jabbeke                                                   | KBK Ichtegem                                                  | KBK Temse                                                     |
| 2020-2021 | geen bekercompetitie wegens COVID-19-pandemie                 | geen bekercompetitie wegens COVID-19-pandemie                 | geen bekercompetitie wegens COVID-19-pandemie                 | geen bekercompetitie wegens COVID-19-pandemie                 |
| 2019-2020 | competities gestopt op 30 maart 2020 wegens COVID-19-pandemie | competities gestopt op 30 maart 2020 wegens COVID-19-pandemie | competities gestopt op 30 maart 2020 wegens COVID-19-pandemie | competities gestopt op 30 maart 2020 wegens COVID-19-pandemie |
| 2018-2019 | 't Botterken Baasrode                                         | KBC Sint-Michiels                                             | Sporting Brugge                                               | KRB Loppem                                                    |
| 2017-2018 | KBC Sint-Michiels                                             | KBC Sint-Michiels                                             | Krachtbal Torhout                                             | HO Beitem                                                     |
| 2016-2017 | 't Klaverken Buggenhout                                       | KBC Male                                                      | Atlas Varsenare                                               | KBK Temse                                                     |
| 2015-2016 | KBC St. Michiels                                              | KRB Jabbeke                                                   | Noordster Dudzele                                             | Inter KSVV Assebroek                                          |
| 2014-2015 | KBC St. Michiels                                              | KBC Male                                                      | Noordster Dudzele                                             | Botterken Baasrode                                            |
| 2013-2014 | Atlas Varsenare                                               | KRB Loppem                                                    | H.O. Beitem                                                   | KBC Sint-Michiels                                             |
| 2012-2013 | Atlas Varsenare                                               | KRB Loppem                                                    | 't Klaverken Buggenhout                                       | KBC Sint-Michiels                                             |
| 2011-2012 | KBK Ichtegem                                                  | KRB Loppem                                                    | KBC Sint-Michiels                                             | Molenkracht Bree                                              |
| 2010-2011 | KBK Ichtegem                                                  | KBC Male                                                      | Osiris Aalst                                                  | 't Klaverken Buggenhout                                       |
| 2009-2010 | KBK Ichtegem                                                  | KBC Male                                                      | KBC Aalter                                                    | KBC Fortuna Ichtegem                                          |
| 2008-2009 | KBK Ichtegem                                                  | KRB Loppem                                                    | Robland Sint-Michiels                                         | KBC Fortuna Ichtegem                                          |
| 2007-2008 | KBK Ichtegem                                                  | Robland Sint-Michiels                                         | KBC Aalter                                                    | KBC Maldegem-Donk                                             |
| 2006-2007 | KB Moerdamme                                                  | KRB Jabbeke                                                   | WWR Ingelmunster                                              | Sporting Brugge                                               |
| 2005-2006 | Robland Sint-Michiels                                         | Robland Sint-Michiels                                         |                                                               |                                                               |
| 2004-2005 | Robland Sint-Michiels                                         | Robland Sint-Michiels                                         | H.O. Beitem                                                   | KV Ramskapelle                                                |
| 2003-2004 | KRB Loppem                                                    | KBC Heist                                                     |                                                               | KBC Heist                                                     |
| 2002-2003 | KRB Loppem                                                    | KBC Heist                                                     |                                                               | Inter KBC Assebroek                                           |
| 2001-2002 | Robland Sint-Michiels                                         | KRB Loppem                                                    |                                                               | Fortuintje Veurne                                             |
| 2000-2001 |                                                               | Inter Assebroek                                               |                                                               |                                                               |
| 1999-2000 | KRB Loppem                                                    | Inter Assebroek                                               |                                                               |                                                               |
| 1998-1999 | KRB Loppem                                                    | MEZ Snellegem                                                 |                                                               |                                                               |
| 1997-1998 | KRB Loppem                                                    | Inter Assebroek                                               |                                                               |                                                               |
| 1996-1997 | KRB Loppem                                                    | Osiris Aalst                                                  |                                                               | KRB Jabbeke                                                   |
| 1995-1996 | KRB Loppem                                                    | KBK Temse                                                     |                                                               | Robland Sint-Michiels                                         |
| 1994-1995 | 't Klaverken Buggenhout                                       | H.O. Beitem                                                   |                                                               | KBC Heist                                                     |
| 1993-1994 | KRB Loppem                                                    | Avanti Lissewege                                              |                                                               | KBC Heist                                                     |
| 1992-1993 | 't Klaverken Buggenhout                                       | Inter Assebroek                                               |                                                               | KRB Loppem                                                    |
| 1991-1992 | 't Klaverken Buggenhout                                       | MEZ Snellegem                                                 |                                                               | Durf en Win Koekelare                                         |
| 1990-1991 | 't Klaverken Buggenhout                                       | MEZ Snellegem                                                 |                                                               | KBC Maldegem                                                  |
| 1989-1990 | 't Klaverken Buggenhout                                       | MEZ Snellegem                                                 |                                                               | VTI Veurne                                                    |
| 1988-1989 | 't Klaverken Buggenhout                                       | H.O. Beitem                                                   |                                                               | Uilenspiegel Oedelem                                          |
| 1987-1988 | Atlas Varsenare                                               | MEZ Snellegem                                                 |                                                               | KBC Opstal                                                    |
| 1986-1987 | Atlas Varsenare                                               | Inter Assebroek                                               |                                                               | Lozakracht Bocholt                                            |
| 1985-1986 | Atlas Varsenare                                               | Inter Assebroek                                               |                                                               |                                                               |
| 1984-1985 | Atlas Varsenare                                               | MEZ Snellegem                                                 |                                                               | KBC Maldegem                                                  |
| 1983-1984 | Rodemo Fit Snellegem                                          | H.O. Beitem                                                   |                                                               | KBC Loppem                                                    |
| 1982-1983 |                                                               | H.O. Beitem                                                   |                                                               | Oostwinkel Heist                                              |
| 1981-1982 |                                                               | H.O. Beitem                                                   |                                                               | Rebels Lissewege                                              |
| 1980-1981 | ?                                                             | H.O. Beitem                                                   |                                                               |                                                               |
| 1979-1980 | Real Knokke                                                   | Rodemo Snellegem                                              |                                                               | KBC Male                                                      |
| 1978-1979 | Kruger Girls Jabbeke                                          | Rodemo Snellegem                                              |                                                               | Poederjongens Kaulille                                        |
| 1977-1978 | Kruger Girls Jabbeke                                          | Inter Assebroek                                               |                                                               | KBC Male                                                      |
| 1976-1977 |                                                               | KBC Beernem                                                   |                                                               | Uilenspiegel Oedelem                                          |
| 1975-1976 |                                                               | Olympia Brugge                                                |                                                               | Molenkracht Bree                                              |
| 1974-1975 |                                                               | Rodemo Snellegem                                              |                                                               |                                                               |
| 1973-1974 |                                                               | Rodemo Snellegem                                              |                                                               |                                                               |
| 1972-1973 |                                                               | Rodemo Snellegem                                              |                                                               |                                                               |
| 1971-1972 |                                                               | Heeskracht Bocholt                                            |                                                               |                                                               |
| 1970-1971 |                                                               | ?                                                             |                                                               |                                                               |
| 1969-1970 |                                                               | Rodemo Snellegem                                              |                                                               |                                                               |
| 1968-1969 |                                                               | Rodemo Snellegem                                              |                                                               |                                                               |
| 1967-1968 |                                                               | Rodemo Snellegem                                              |                                                               |                                                               |
| 1966-1967 |                                                               | KRB St. Michiels                                              |                                                               |                                                               |